# Подосиновка (Минская область)
Подосиновка (бел. Падасінаўка) — деревня в Червенском районе Минской области Беларуси. Входит в состав Ляденского сельсовета.

## Географическое положение
Расположена в 25 километрах к юго-востоку от Червеня, в 87 км от Минска, в 15 км к от железнодорожной станции Гродянка линии Гродянка—Верейцы.

## История
По письменным источникам упоминается с начала XX века как урочище в состав Юровичской волости Игуменского уезда Минской губернии. В 0,8 км северо-западнее располагался населённый пункт Осиновка, ныне урочище. На 1908 год в Подосиновке было 12 дворов, проживали 86 человек. На 1917 год урочище в Хуторской волости, насчитывавшее 18 дворов и 147 жителей. 20 августа 1924 года деревня вошла в состав вновь образованного Хуторского сельсовета Червенского района Минского округа (с 20 февраля 1938 — Минской области). Согласно переписи населения СССР 1926 года насчитывалось 23 двора, проживали 164 человека. Во время Великой Отечественной войны деревня была оккупирована немецко-фашистскими захватчиками в июле 1941 года, 8 её жителей погибли на фронтах. Освобождена в июле 1944 года. На 1960 год население деревни составило 179 человек. В 1980-е годы деревня относилась к колхозу «Знамя Октября». На 1997 год здесь был 21 дом и 37 жителей. 30 октября 2009 года в связи с упразднением Хуторского сельсовета передана в Ляденский сельсовет. На 2013 год 12 круглогодично жилых домов, 18 постоянных жителей.

## Население
- 1908 — 12 дворов, 86 жителей
- 1917 — 18 дворов, 147 жителей
- 1926 — 23 двора, 164 жителя
- 1960 — 68 жителей
- 1997 — 21 двор, 37 жителей
- 2013 — 12 дворов, 18 жителей